# Empyrean Isles
《Empyrean Isles》는 미국의 재즈 피아니스트 허비 행콕의 네 번째 스튜디오 음반으로, 1964년 블루 노트 레코드에서 녹음되었다.

## 녹음 및 음악
이 음반은 1964년 6월 17일 뉴저지주 잉글우드 클리프스의 반 겔더 스튜디오에서 녹음되었다. 피아니스트 행콕의 콰르텟은 코넷의 프레디 허버드, 베이스의 론 카터, 드럼의 토니 윌리엄스로 구성되었다. 그 네 개의 작곡은 행콕에 의해 쓰여졌다.

## 발매 및 평가
| 전문가 평가                         | 전문가 평가 |
| 평가 점수                           | 평가 점수   |
| 출처                                | 점수        |
| ----------------------------------- | ----------- |
| AllMusic                            | [ 5 ]       |
| The Rolling Stone Jazz Record Guide | [ 6 ]       |
| The Penguin Guide to Jazz           | [ 7 ]       |

《Empyrean Isles》는 블루 노트 레코드에 의해 발매되었다. 올뮤직 리뷰어 스티븐 토마스 얼와인은 이 음반을 "행콕을 자신의 권리로 주요 아티스트로 공식적으로 확립한 음반"이라고 말했다.

## 곡 목록
모든 곡들은 허비 행콕에 의해 작곡하였다.
| #  | 제목                  | 재생 시간 |
| -- | --------------------- | --------- |
| 1. | 〈One Finger Snap〉   | 7:20      |
| 2. | 〈Oliloqui Valley〉   | 8:28      |
| 3. | 〈Cantaloupe Island〉 | 5:32      |
| 4. | 〈The Egg〉           | 14:00     |

| #  | 제목                                 | 재생 시간 |
| -- | ------------------------------------ | --------- |
| 5. | 〈One Finger Snap (Alternate Take)〉 | 7:37      |
| 6. | 〈Oliloqui Valley (Alternate Take)〉 | 10:47     |